# زمرتن
زمرتن هي إحدى القرى التابعة إلى معتمدية مارث من ولاية قابس، وهي مقر عمادة. وكانت تابعة إداريا إلى مطماطة.
- تقول الأسطورة إن أول من سكن زمرتن جاء من جبل فاساطو بجنوب نالوت بليبيا. وأنه هو الذي بنى القصر، وكانت لديه معصرة تنتج الكثير من الزيت.
- ثم قدم عرش الدهاهقة من ليبيا أيضا.
- في منتصف القرن التاسع عشر جاء الدويرين من الدويرات.
- أما عرش أولاد عيسى فقد جاؤوا من بلدة القطار قرب مدينة قفصة.

## مرجع
H. Menouillard, "Contribution à l'étude de l'origine de la population des Montagnes de Matmata", in، Revue Tunisienne, Janv. 1912, pp. 31–32
1. ↑  "المناطق الترابية (العمادات) حسب الولايات والمعتمديات". اطلع عليه بتاريخ 2024-11-30.